# Europacup I hockey mannen 1973
De Europacup I voor mannen in 1973 was het 5de onofficiële Europese bekertoernooi en werd gehouden in Frankfurt. Er deden twaalf teams mee. SC 1880 Frankfurt won deze editie van de Europacup I door in de finale HC Kampong te verslaan.

## Uitslag poules

### Poule A
Uitslagen
- SC Frankfurt - KS Warta 4-1
- SC Frankfurt - Vigevona 7-1
- KS Warta - Vigevona 7-5
- SC Frankfurt naar halve finale

### Poule B
Uitslagen
- Kampong - Egara 3-2
- Kampong - Hounslow 5-0
- Hounslow - Egara 2-2
- Kampong naar halve finale

### Poule C
Uitslagen
- Slavia Praha - Huovit Helsinki 3-0
- Royal Léopold - Huovit Helsinki 4-0
- Royal Léopold - Slavia Praha 2-1
- Royal Léopold naar halve finale

### Poule D
Uitslagen
- KTHC Rot-Weiss - RW Wettingen 1-0
- Lyon - KTHC Rot-Weiss 2-4
- Lyon - Wettingen 4-0
- KTHC Rot-Weiss naar halve finale

## Knock-outfase

#### Halve finales
- KTHC Rot-Weiss - SC Frankfurt 2-3
- Kampong - Royal Léopold 2-0

#### Finale
- SC Frankfurt - Kampong 2-1 (1-1)
  - Doelpunten: Wolfgang Baumgart (2x), Paul Litjens

## Einduitslag
1.  SC 1880 Frankfurt 

2.  HC Kampong 

3.  Rot-Weiss Koln 

4.  Royal Léopold Club 

5.  Club Egara 

6.  KS Warta 

7.  FC Lyon 

8.  SK Slavia Praha 

9.  Hounslow HC 

10.  Rot-Weiss Wettingen 

11.  Vigevona 

12.  Huovit